# Campionati europei di ciclismo su strada 2013
I Campionati europei di ciclismo su strada 2013 si sono svolti a Olomouc, nella Repubblica Ceca, dal 18 al 21 luglio 2013.

## Eventi

### Cronometro individuali
Giovedì 18 luglio
- 11:00 Uomini Junior, 22 km
- 15:30 Donne Under 23, 22 km

Venerdì 19 luglio
- 11:00 Donne Junior, 18 km
- 15:30 Uomini Under-23, 34 km

### Corse in linea
Sabato 20 luglio
- 9:30 Uomini Junior, 126 km
- 13:30 Donne Under-23, 126 km

Domenica 21 luglio
- 10:00 Uomini Under-23, 165 km
- 15:00 Donne Junior, 75 km

## Medagliere
| Pos.   | Nazione     | Oro | Argento | Bronzo | Totale |
| ------ | ----------- | --- | ------- | ------ | ------ |
| 1      | Francia     | 3   | 2       | 1      | 6      |
| 2      | Belgio      | 2   | 1       | 1      | 4      |
| 3      | Italia      | 1   | 2       | 0      | 3      |
| 4      | Ucraina     | 1   | 1       | 2      | 4      |
| 5      | Russia      | 1   | 0       | 1      | 2      |
| 6      | Paesi Bassi | 0   | 1       | 0      | 1      |
| 6      | Rep. Ceca   | 0   | 1       | 0      | 1      |
| 8      | Bielorussia | 0   | 0       | 1      | 1      |
| 8      | Germania    | 0   | 0       | 1      | 1      |
| 8      | Lettonia    | 0   | 0       | 1      | 1      |
| Totale | Totale      | 8   | 8       | 8      | 24     |

## Sommario degli eventi
| Eventi                 | Oro                       | Tempo                     | Argento                      | Tempo   | Bronzo                    | Tempo   |
| Uomini Under-23        |                           |                           |                              |         |                           |         |
| Gara in linea dettagli | Sean De Bie Belgio        | 4h19'02" Media 38,22 km/h | Petr Vakoč Rep. Ceca         | s.t.    | Toms Skujiņš Lettonia     | s.t.    |
| Cronometro dettagli    | Victor Campenaerts Belgio | 30'37" Media 45,05 km/h   | Oleksandr Holovaš Ucraina    | a 7"    | Jasha Sütterlin Germania  | a 25"   |
| Uomini Junior          |                           |                           |                              |         |                           |         |
| Gara in linea dettagli | Franck Bonnamour Francia  | 3h18'28" Media 38,09 km/h | Élie Gesbert Francia         | a 22"   | Mathias Van Gompel Belgio | a 46"   |
| Cronometro dettagli    | Nikolaj Čerkasov Russia   | 27'45" Media 47,57 km/h   | Igor Decraene Belgio         | a 1"    | Rémi Cavagna Francia      | a 42"   |
| Donne Under-23         |                           |                           |                              |         |                           |         |
| Gara in linea dettagli | Susanna Zorzi Italia      | 3h47'01" Media 33,30 km/h | Francesca Cauz Italia        | a 1'00" | Hanna Solovej Ucraina     | a 1'05" |
| Cronometro dettagli    | Hanna Solovej Ucraina     | 28'38" Media 46,93 km/h   | Rossella Ratto Italia        | a 1'35" | Ksenija Dobrynina Russia  | a 1'50" |
| Donne Junior           |                           |                           |                              |         |                           |         |
| Gara in linea dettagli | Greta Richioud Francia    | 2h16'46" Media 33,35 km/h | Séverine Eraud Francia       | a 3"    | Ksenija Tuhaj Bielorussia | s.t.    |
| Cronometro dettagli    | Séverine Eraud Francia    | 20'48" Media 38,07 km/h   | Floortje Mackaij Paesi Bassi | a 13"   | Olena Demidova Ucraina    | a 14"   |